# やるJ!グルージャ
やるJ!グルージャ（やるジェイ!グルージャ）は、エフエム岩手で放送されているグルージャ盛岡の応援番組である。本項では前身番組である行くJ!グルージャについても併せて説明する。

## 番組概要
2011年5月16日から『行くJ!グルージャ』として放送開始。当初の放送時間は毎週月曜日 19:30 - 19:55であった。
2013年12月、グルージャ盛岡のJ3昇格を祝して時間枠を拡大し、鳴尾直軌監督(当時)他4名の選手をゲストに迎え、特別番組が放送された。
2014年3月5日、番組名を『やるJ!グルージャ』にリニューアルされた。
2015シーズンよりアシスタントが加わった。
2019シーズンより放送時間が毎週月曜日19:00 - 19:30に変更された。

## 番組内容
毎回選手をゲストに迎えて前節の試合を振り返ったり、リスナーからの質問などに選手が答えるのが中心。
毎年リーグ戦が開幕する春に放送が開始されリーグ戦が終了する冬に番組が終了する。

## 現在のアシスタント
- 松本奈菜

## 過去の出演者

### パーソナリティ
- 岩瀬弘行（テレビ岩手アナウンサー、『行くJ!グルージャ』より引き続き出演。2015シーズンまで）

### アシスタント
- 真田たくみ (2015シーズン)
- 堀合リナ (2015シーズン)
- 菊池彩女 (2016 - 2017シーズン)
- 秋浜沙織 (2018シーズン)